# Rodolfo Valentino
Rodolfo Valentino, o Rudolph Valentino, o semplicemente Rudy, pseudonimo di Rodolfo Pietro Filiberto Raffaello Guglielmi (poi di Valentina D'Antonguella) (Castellaneta, 6 maggio 1895 – New York, 23 agosto 1926), è stato un attore e ballerino italiano.
Fu uno dei più grandi divi del cinema muto della sua epoca, noto anche per esser stato il sex symbol di quegli anni, tanto che gli fu dato l'appellativo di Latin Lover. Nonostante il successo negli Stati Uniti, Valentino non avviò le pratiche per la naturalizzazione, conservando la nazionalità italiana fino alla morte, avvenuta a soli trentuno anni.

## Biografia

### Famiglia
Terzo di quattro figli (Beatrice, Alberto e Maria erano i suoi fratelli), era nato a Castellaneta, in provincia di Taranto, da padre italiano, Giovanni Guglielmi, un veterinario ex capitano di cavalleria, originario di Martina Franca, appassionato d'araldica (i suoi studi lo convinsero di essere imparentato a certi nobili papalini e decise, di conseguenza, di aggiungere al proprio cognome il titolo "di Valentina D'Antonguella"), e da madre francese di origine torinese, Marie Gabrielle Bardin (Bardini poi francesizzato in Bardin), dama di compagnia della marchesa del posto.

### Studi
Di una bellezza considerata straordinaria, Rodolfo Valentino era dotato di un fascino magnetico e ambiguo che ne faceva un latin lover e un tombeur de femmes quanto mai moderno e differente dai modelli - un po' stereotipati e per certi versi datati - di un Casanova o di un Don Giovanni; sotto questo aspetto fu anche uno dei primi sex symbol, se non addirittura un vero e proprio oggetto del desiderio, destinato al culto di massa.

Questo suo fascino - oltre che gli indubbi meriti di attore, in un'epoca in cui il cinema muoveva ancora tutto sommato i primi passi - lo consegnerà alla leggenda.
A Castellaneta frequentò le classi elementari, per proseguire gli studi dapprima (1904) a Taranto, dove si trasferì con la sua famiglia in un appartamento sito in via Massari 16, casa del suo migliore amico Vincenzo Albano, e poi (1906) a Perugia, anche in seguito alla difficile situazione che si ebbe dopo la prematura morte del padre, presso l'ONAOSI (Opera Nazionale Assistenza Orfani Sanitari Italiani), dove rimase tre anni. Il caso vuole che in collegio fu ricordato come "bruttarello" e fu spesso preso in giro per l'accentuata forma a punta delle sue orecchie. Dal collegio fu radiato a causa della sua indisciplina. Nel 1909 tentò di entrare all'Istituto Nautico di Venezia, ma fu scartato per problemi fisici e di vista. Si diplomò a Genova in agraria, nell'Istituto "Bernardo Marsano" di Sant'Ilario, e infine tornò a Taranto.

### L'esperienza a Parigi e l'emigrazione in America
Dopo qualche mese a Taranto partì in vacanza per Parigi. Qui si diede alla vita frivola: ben presto rimase senza denaro e fu costretto a chiedere aiuto economico alla famiglia per tornare a casa. Questa esperienza non fu del tutto infruttuosa, poiché gli permise di affinare le sue doti di ballerino. Ritornato a Taranto, decise di partire per gli Stati Uniti in cerca di fortuna. Ad aumentare il fascino del Nord America su Rodolfo contribuirono anche i racconti dei successi del musicista tarantino Domenico Savino, che anni prima era partito: i Guglielmi conoscevano bene la famiglia Savino e la sorella di Domenico talvolta raccontava a Rodolfo della fama del fratello.
Nel 1913, così, si imbarcò sul mercantile ''Cleveland'' e raggiunse New York il 23 dicembre dello stesso anno. Nuovamente Rodolfo rimase in breve tempo al verde e iniziò a intraprendere mestieri di fortuna, come il cameriere e il giardiniere. Grazie all'amico Domenico Savino, che gli regalò un tight, si presentò al Night-Club Maxim, dove riuscì a fare una buona impressione e venne immediatamente assunto come taxi dancer (partner a pagamento per balli di coppia). Con le mance cospicue ricevute dalle signore riuscì a superare il periodo di crisi economica nel quale era incappato. 
Nel frattempo ebbe dapprima una relazione con la nota ballerina Bonnie Glass, che si era appena separata dal compagno Clifton Webb. Da questa relazione Rodolfo ebbe anche vantaggi economici, poiché fu ingaggiato dalla stessa per 50 dollari alla settimana. 
In seguito Valentino fece coppia con un'altra ballerina, Joan Sawyer, con la quale lavorò per sei mesi. Dopo queste esperienze si trasferì sulla costa occidentale degli Stati Uniti, a San Francisco, dove venne ingaggiato da una compagnia teatrale di operetta. Qui incontrò Norman Kerry, vecchia conoscenza newyorkese che lo convinse a trasferirsi a Hollywood. Qui girò una serie di film di secondo piano da comparsa, prima di interpretare I quattro cavalieri dell'Apocalisse (1921), il film che gli diede il successo a lungo sognato. 
Al successo arrivò anche e soprattutto grazie alla sua bellezza e al magnetismo che la sua figura sprigionava: fu forse uno dei primi sex symbol maschili portati alla ribalta dal cinema, divenendo in breve – probabilmente anche in conseguenza della sua morte precoce – un'icona destinata a entrare nella memoria collettiva.
Valentino recitava e col proprio stile dettava la moda del momento: gli abiti alla Valentino, i capelli alla Valentino, gli stivali alla Valentino e, soprattutto, lo sguardo alla Valentino. Fu il primo "divo" – o "superdivo" – maschile del Cinema. 
Altri suoi film importanti furono Lo sceicco (1921), Sangue e arena (1922), Aquila nera (1925) e Il figlio dello sceicco (1926), in cui impersonava l'eroe romantico e mascalzone, che col suo fascino magnetico ipnotizzava la protagonista.

### La sua casa
Arrivato al culmine del suo successo, un anno prima della morte Rodolfo Valentino comprò una sfarzosa villa sulla collina di Beverly Hills e la battezzò "Falcon Lair" (Nido del falco). Secondo le poche fotografie scattate, l'edificio era arredato sfarzosamente con lampadari di cristallo e costosi tappeti. 
La villa era circondata da un parco di circa sei ettari, in cui Valentino andava a cavallo e aveva le tenute. Poté viverci solo un anno, fino alla sua morte; successivamente fu messa all'asta assieme al suo mobilio per pagare i debiti che ammontavano al triplo dei suoi possedimenti. Dopo di ciò, il "Nido del falco" cambiò molti proprietari fino al 2006, anno della sua demolizione.

### Le donne
Idolo sul set, mito post-mortem, Rodolfo Valentino è - al pari di altre stelle del mondo della celluloide che verranno dopo di lui - un'icona dello star system, un bene di patrimonio comune. Nell'immagine qui sopra è accanto a Elinor Glyn, autrice del romanzo Oltre gli scogli da cui venne tratto il film L'età di amare
Subito dopo la morte della madre (1918), Valentino conobbe la sua prima moglie, Jean Acker, in occasione di una festa danzante organizzata dal suo amico Douglas Gerrard (direttore del Circolo Atletico di Los Angeles). Si sposarono il 5 novembre 1919, ma la prima notte di nozze Valentino venne chiuso fuori dalla stanza da letto dalla Acker, in preda ai rimorsi per aver sposato un uomo pur essendo lei lesbica. A seguito di ciò, dopo appena un mese i due si separarono. 
Grazie al film La signora delle camelie, Valentino incontrò Natacha Rambova, che sarebbe diventata la sua seconda moglie. La Rambova, che negli ambienti di Hollywood era molto apprezzata per gli scenari e i costumi che disegnava, fu molto importante sia per la sua vita sentimentale che per la sua carriera artistica. La Rambova era però molto ambiziosa e si indignava quando il marito veniva impiegato in ruoli di scarso valore qualitativo. Valentino sposò la Rambova il 13 maggio del 1922 ma, otto giorni dopo il matrimonio, fu arrestato con l'accusa di bigamia, per non aver rispettato una legge californiana che obbligava i divorziati a non contrarre e consumare matrimonio prima di un anno dalla sentenza di divorzio. I due furono costretti a vivere separati per circa un anno, fino al definitivo matrimonio avvenuto il 14 marzo del 1923.
Sia Valentino che Rambova erano spiritisti, e condividevano innumerevoli interessi tra cui l'arte e la scrittura. Valentino scrisse un libro di poesie, Daydreams, molte delle quali ispirate alla Rambova. La vita domestica dei due fu invece travagliata da concezioni del tutto contrastanti: Valentino era ancorato agli ideali tradizionali che vedevano la donna come moglie e madre, mentre Natasha non era disposta a rinunciare alla propria carriera per essere relegata al ruolo di moglie. Lui desiderava figli, lei non era interessata a diventare madre. 
La delusione del film Il giovane Rajah portò alla rottura definitiva di Valentino con la Paramount. Fu ingaggiato poi dalla United Artists, che vietò per contratto alla Rambova di intervenire sulle scelte artistiche del marito. Anche per questo motivo i due si separarono. Nell'ultimo periodo della sua vita Valentino ebbe una relazione con l'attrice Pola Negri.
La sceneggiatrice June Mathis intuì per prima il fascino che Rodolfo Valentino esercitava sulle donne e fu, in sostanza, l'artefice del suo mito. La Metro le aveva affidato il compito di sceneggiare I quattro cavalieri dell'Apocalisse di Vicente Blasco Ibáñez, un romanzo di successo, considerato, tuttavia, poco adatto allo schermo, dal quale, contro ogni previsione, riuscì a trarre un'eccellente sceneggiatura. Richard Rowland, direttore dello Studio, decise allora di ricorrere al suo intuito per la scelta del regista e del protagonista maschile. June Mathis indicò Rex Ingram per la regia e impose Rodolfo Valentino per il ruolo di Julio, malgrado le resistenze della Metro, riluttante ad affidare il ruolo di protagonista ad uno sconosciuto. Il 6 marzo 1921 il film uscì nelle sale di New York, riscuotendo un enorme successo. Valentino entrò a passo di tango nella storia del cinema mondiale e nell'immaginario femminile, consolidando il mito dell'amante latino, del cavaliere senza macchia e senza paura che muore giovane, come tragicamente accadde, a soli trentuno anni, all'apice di un successo per molti versi ancora insuperato. Nemmeno il genio dissacrante di Ken Russell, nel film Valentino (1977), interpretato da Rudol'f Nureev, riuscì a scalfire il suo mito.
June Mathis contribuì alla sua folgorante e breve carriera anche dopo il successo dei Quattro cavalieri. Firmò, infatti, la sceneggiatura di La signora delle camelie, dove Valentino interpretava il ruolo di Armand al fianco di Alla Nazimova, regina della Metro e stella delle scene teatrali. Valentino, conscio del richiamo commerciale legato al suo nome, decise, malgrado il diverso parere della Mathis, di firmare un contratto con la Famous Players-Lasky (futura Paramount), che gli proponeva un considerevole aumento retributivo per interpretare Lo sceicco, un film che avrebbe immortalato l'immagine esotica dell'attore, connotandolo, tuttavia, in modo non sempre positivo. L'anno successivo sceneggiò Sangue e arena, un altro romanzo di Vicente Blasco Ibáñez intriso d'amore, di fatalità e di morte. Il soggetto calzava molto bene con il temperamento di Valentino, che riuscì a trasformarsi realisticamente nel torero Gallardo. Un'interpretazione che lo confermò attore di talento oltre che divo di successo, agevolato in questo dalla duttile regia di Fred Niblo, che assecondò la sua recitazione.
Dopo aver girato L'aquila (1925), diretto da Clarence Brown, considerata una delle sue migliori interpretazioni, Valentino ritornò ad interpretare lo “Sceicco”, il ruolo che tanto aveva contribuito alla sua immagine. Il figlio dello sceicco (1926), amplificato dalla sua scomparsa a soli trentuno anni all'apice del successo, diretto da George Fitzmaurice, con Vilma Bánky come attrice protagonista, uscì nelle sale il 6 settembre 1926, pochi giorni dopo la morte del suo protagonista, scatenando scene d'isteria collettiva che non hanno più avuto uguali nella storia del cinema statunitense.

### Sessualità
A Valentino vennero attribuite relazioni omosessuali, alcune mai confermate altre smentite dai fatti. Secondo alcuni, i matrimoni con la Acker prima e con la Rambova poi, entrambe vicine al circolo lesbico raccolto attorno alla nota attrice Alla Nazimova, furono matrimoni di copertura sia per Valentino che per le rispettive mogli. Ad ogni modo, Valentino ebbe diverse relazioni di lavoro con uomini che contribuirono al suo successo ad Hollywood: tra queste quella con il regista di I quattro cavalieri dell'Apocalisse Rex Ingram e con i colleghi Paul Ivano e André Daven. Tuttavia, Paul Ivano negò che il rapporto con Valentino fosse di natura omosessuale, asserendo che sia lui che Valentino erano eterosessuali. Diverse furono anche le voci riguardo all'amicizia intima e duratura di Valentino con uno dei suoi truccatori personali: Giorgio Rea. 
All'epoca la stampa degli Stati Uniti si accanì contro quella sessualità, ritenuta ambigua, di uno "straniero" che rubava i cuori delle donne americane e metteva a repentaglio la mascolinità dell'uomo americano. Accusato di essere un comune dandy effeminato, corruttore dei costumi, nel 1926 venne insultato da un giornalista del Chicago Tribune come «piumino per cipria rosa». L'articolo mandò su tutte le furie Valentino, che sfidò il giornalista ad un incontro di pugilato (dal momento che i duelli erano illegali) per provare la propria mascolinità. La sfida non venne raccolta dall'anonimo giornalista. Poco tempo dopo fu invece Frank O'Neill, un giornalista del New York Evening Journal appassionato di pugilato, ad offrirsi volontario per un incontro. La sfida si svolse sul tetto del New York's Ambassador Hotel e si concluse con la vittoria di Valentino. Jack Dempsey, campione di pesi massimi e istruttore di pugilato di Valentino e di altre eminenti personalità di Hollywood, disse di lui: «Era il più virile e mascolino degli uomini. Le donne erano attratte a lui come moscerini al miele. Ovunque andasse non riusciva a scrollarsele di dosso. Un uomo adorabile e fortunato».
Viene citata anche l'esistenza di un presunto diario privato dell'attore, reso celebre nel 1959 dal regista e scrittore d'avanguardia statunitense Kenneth Anger, che nel suo libro Hollywood Babilonia (opera criticata per l'infondatezza dei contenuti) punta a mettere a nudo tutti i retroscena e gli scandali della colonia cinematografica di Hollywood, dagli esordi fino agli anni cinquanta.
La sessualità di Valentino non venne mai significativamente messa in discussione fino agli anni '60. Vari libri (almeno quattro, incluso il sopracitato Hollywood Babilonia), pubblicati in seguito, ipotizzano l'omosessualità dell'attore, nonostante il matrimonio con Rambova (ipotesi scartata dai biografi dell'attrice). In questi libri viene citata una relazione omosessuale tra Valentino e Ramón Novarro, nonostante quest'ultimo avesse affermato di conoscere appena l'attore italiano di persona. In Hollywood Babilonia si cita una storia secondo la quale Valentino avrebbe dato in regalo a Novarro un dildo in stile art deco che sarebbe poi stato ritrovato nella bocca di Novarro al momento del suo assassinio. L'esistenza di tale regalo si rivelò essere falsa. La sessualità di Valentino venne nuovamente messa in discussione, in seguito, dall'autore Samuel Steward, che sosteneva di aver avuto rapporti sessuali con l'attore in un hotel in Ohio. Tali affermazioni vennero poi smentite dai fatti, dal momento che numerosi documenti dimostrano come Valentino si trovasse a New York il giorno del presunto incontro con Steward.
In generale, i biografi di Valentino, tra cui Emily Leider e Allan Ellenberger, concordano sul fatto che i documenti e le evidenze disponibili non sembrano confermare l'omosessualità di Valentino, avallando piuttosto l'ipotesi che l'attore fosse molto probabilmente eterosessuale.

### La morte

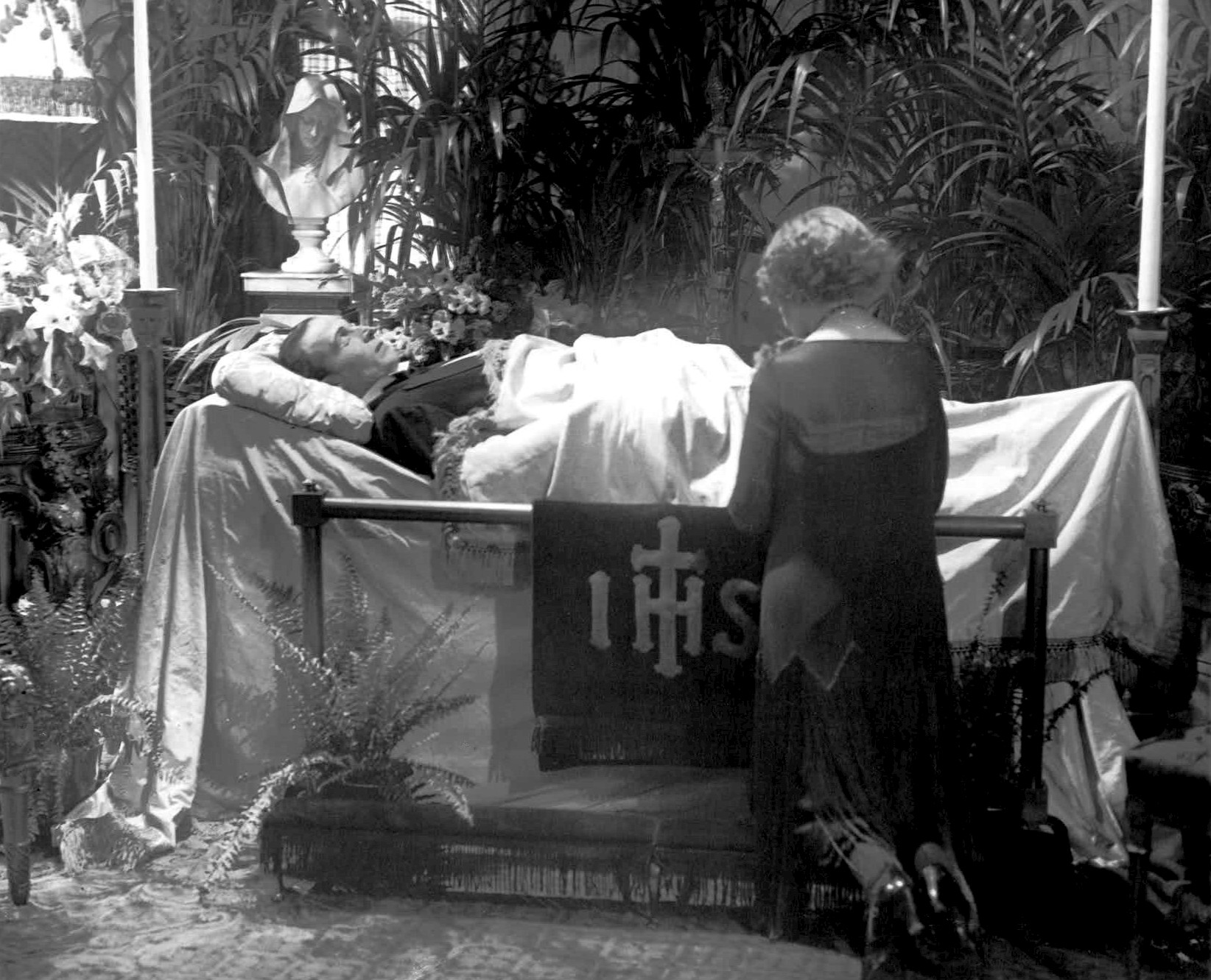
Rodolfo Valentino sul letto di morte, con accanto un’ammiratrice in lutto.

Nessun interprete maschile prima di lui era diventato così famoso a livello mondiale grazie alla settima arte. La sua stella era però destinata a non durare a lungo: si spense infatti all'età di trentuno anni al Polyclinic Hospital di New York, dov'era stato ricoverato per un malore dovuto ad un'ulcera gastrica, di cui soffriva da tempo, e ad un'infiammazione dell'appendice. Colpito da un attacco di peritonite e sottoposto ad intervento chirurgico, tutto si rivelò inutile e alle 12:10 del 23 agosto 1926 Valentino morì. Il suo ultimo film, Il figlio dello sceicco, uscì postumo. All'epoca venne messa in giro la voce che fosse morto avvelenato dal fosforo versato nella sua coppa di champagne da un rivale o una donna gelosa. 

### Due cortei funebri

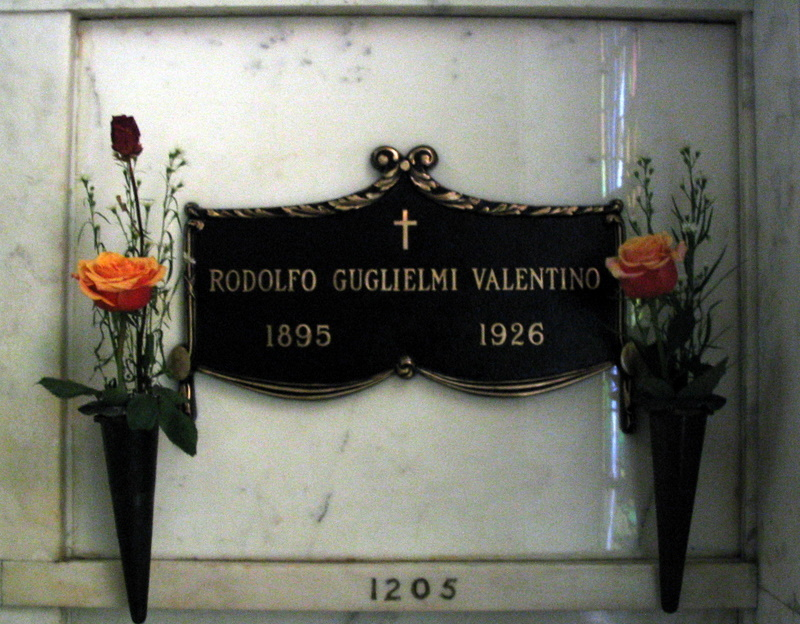
La tomba di Rodolfo Valentino

Scene di isteria e fanatismo, oltre che una trentina di suicidi – non si sa quanto legati alla sua morte – si registrarono nel giorno dei suoi funerali a New York. Nello stesso giorno furono organizzati due cortei funebri, uno appunto a New York, l'altro a Hollywood. Quando, il 30 agosto, il corteo funebre attraversò un quartiere di New York, furono decine di migliaia le persone che vi parteciparono. C'era anche una corona con nastro che si diceva inviata da Mussolini e quindici giovanotti in camicia nera, ma un giornale scoprì che la corona era una trovata del capoufficio stampa delle pompe funebri, il quale aveva anche provveduto a mascherare almeno due dei quindici giovanotti.
Le sue spoglie furono sepolte nel Mausoleo della Cattedrale all'Hollywood Memorial Park (ora Hollywood Forever Cemetery) di Los Angeles, California.

### La donna in nero
Negli anni a seguire dal 1927 al 1960, una misteriosa donna, velata di nero, continuò a portare dei fiori sulla sua tomba ogni anniversario della morte dell'attore. Nonostante in molte si siano professate come la "donna in nero", nessuna ha poi saputo comprovare la veridicità delle sue parole e questa figura è tuttora avvolta nel mistero. Alcuni però dicono che fosse una figlia misteriosa. Il mistero ha lanciato una sorta di tradizione, ancora viva adesso, che vede parecchie figure femminili velate di nero portare fiori sulla tomba di Valentino.

## Omaggi
- Nella sua città natale si trovano il "Museo Rodolfo Valentino" e (posta al termine della passeggiata, nel pieno centro cittadino) una scultura (1961) in maiolica che richiama la sua interpretazione nel film Il figlio dello sceicco, a tinte molto forti, dello scultore Gheno. Sul prospetto della casa natale è ricordato mediante una targa bronzea donata da un suo fan club di Cincinnati, Ohio.
- In occasione del centenario della nascita, nel 1995, Castellaneta gli ha dedicato una serie di manifestazioni culturali ed eventi, compreso un annullo postale, sotto la direzione artistica dell'attore pugliese Michele Placido. Per l'occasione era stata preparata una produzione originale, con musica dal vivo composta e diretta dal compositore jazz Bruno Tommaso e l'intervento dell'orchestra da lui messa insieme per quella particolare data. Per un problema tecnico dell'organizzazione l'evento non poté essere portato a termine. Si sarebbe trattato della sonorizzazione dal vivo di due film, tra cui Il figlio dello sceicco, con musiche originali composte proprio per celebrare la ricorrenza.
- Alla sua vita è ispirata la commedia musicale di Garinei e Giovannini Ciao, Rudy (1966), interpretata da Marcello Mastroianni e musicata da Armando Trovajoli.
- Nel 1972 venne istituito da Carlo Apollonio il "Premio Rodolfo Valentino", che venne organizzato in Puglia per i nove anni successivi. Dal 1982 al 1995 il premio fu trasferito a Los Angeles per ritornare l'anno successivo in Europa in varie città, tra cui Parigi, Londra e Berlino. Il premio vede protagonisti gli attori che, come Valentino, si distinguono nella costruzione del personaggio che è poi, secondo lo spirito del premio, l'anima dell'essere un divo.
- La Fondazione Rodolfo Valentino di Castellaneta ha istituito a sua volta il "Premio Rodolfo Valentino Italian Excellence" e il "Premio Città di Rodolfo Valentino".
- L'attore è citato nella canzone Manic Monday delle Bangles[28][29].
- Nel 2015 l'attore apparve come personaggio nella quinta stagione della serie televisiva American Horror Story, interpretato da Finn Wittrock.
- Nel 2016 il fisarmonicista Renzo Ruggieri ha pubblicato un disco jazz, con recitazione dell'attore Umberto Fabi, intitolato "Valentino è Tango". In questo format disc ha ripercorso il mito di Valentino attraverso musica e parole, con traduzioni delle poesie originali di quest'ultimo[30].
- Rudy Valentino - Divo dei divi (2017), regia di Nico Cirasola, interpretato da Pietro Masotti.
- Nel 2019 la Meridio Popular Band, gruppo di musica popolare di Castellaneta gli dedica "Rudytango"
- Nel 2023, la Compagnia Tedacà di Torino mette in scena "Le molte vite di Rodolfo Valentino", su testo inedito di Livio Taddeo, per la regia di Simone Schinocca, con le musiche di Supershock.

## Filmografia
- Donna che ama (The Battle of the Sexes), regia di David Wark Griffith - (comparsa, non accreditato) (1914)
- My Official Wife, regia di James Young (1914)
- La corsara, regia di Maurizio Rava (1916)
- The Quest of Life, regia di Ashley Miller (1916)
- The Foolish Virgin, regia di Albert Capellani – non accreditato (1916)
- Seventeen, regia di Robert G. Vignola – non accreditato (1916)
- Il servizio segreto (Patria), regia di Jacques Jaccard, Leopold Wharton, Theodore Wharton - serial (1917)
- Alimony, regia di Emmett J. Flynn – non accreditato (1917)
- A Society Sensation, regia di Paul Powell (1918)
- A letto, ragazzi! (All Night), regia di Paul Powell (1918)
- L'avventuriero (The Married Virgin), conosciuto anche come Frivolous Wives, regia di Joseph Maxwell (1918)
- The Homebreaker, regia di Victor Schertzinger (1919)
- La diva del Tabarin (The Delicious Little Devil), regia di Robert Z. Leonard (1919)
- The Big Little Person, regia di Robert Z. Leonard (1919)
- Virtuous Sinners, regia di Emmett J. Flynn (1919)
- Il ladro di perle (A Rogue's Romance), regia di James Young (1919)
- Nobody Home, regia di Elmer Clifton (1919)
- Eyes of Youth, regia di Albert Parker (1919)
- Passion's Playground, regia di J.A. Barry (1920)
- An Adventuress, conosciuto anche come The Isle of Love, regia di Fred J. Balshofer (1920)
- The Cheater, regia di Henry Otto non accreditato (1920)
- L'amante fatale (Once to Every Woman), regia di Allen Holubar (1920)
- The Wonderful Chance, regia di George Archainbaud (1920)
- Stolen Moments, regia di James Vincent (1920)
- I quattro cavalieri dell'Apocalisse (The Four Horsemen of the Apocalypse), regia di Rex Ingram (1921)
- Uncharted Seas, conosciuto anche come Uncharted Sea, regia di Wesley Ruggles (1921)
- La commedia umana (The Conquering Power, conosciuto anche come Eugenie Grandet), regia di Rex Ingram (1921)
- La signora delle camelie (Camille), regia di Ray C. Smallwood (1921) con Alla Nazimova, Rex Cherryman e Patsy Ruth Miller
- Lo sceicco (The Sheik), regia di George Melford (1921)
- Il mozzo dell'Albatros (Moran of the Lady Letty), regia di George Melford (1922)
- L'età di amare (Beyond the Rocks), regia di Sam Wood (1922)
- Sangue e arena (Blood and Sand), regia di Fred Niblo (1922)
- Il giovane Rajah (The Young Rajah), regia di Phil Rosen (1922)
- Monsieur Beaucaire, regia di Sidney Olcott (1924)
- Notte nuziale (A Sainted Devil), regia di Joseph Henabery (1924)
- The Hooded Falcon
- L'aquila, conosciuto anche come Aquila nera (The Eagle), regia di Clarence Brown (1925)
- Cobra, regia di Joseph Henabery (1925)
- Il figlio dello sceicco (The Son of the Sheik), regia di George Fitzmaurice (1926)

### Film e documentari dove appare Rodolfo Valentino
- Movie Memories, regia di (non accreditato) Ralph Staub - se stesso (1934)
- Cieli azzurri (Blue Skies), regia di Stuart Heisler, co-regia (non accreditato) Mark Sandrich - filmati di repertorio (1946)
- Rodolfo Valentino (Valentino), film biografia diretto nel 1951 da Lewis Allen e interpretato nel ruolo del titolo da Anthony Dexter con Eleanor Parker, Richard Carlson, Patricia Medina.
- Le dee dell'amore (The Love Goddesses) documentario di Saul J. Turell - filmati di repertorio (1965)
- Valentino (1977), regia di Ken Russell, film interpretato da Rudol'f Nureev
- The Casting Couch, regia di John Sealey - video con filmati di repertorio (1995)
- Rodolfo Valentino - La leggenda, miniserie dalla regia di Alessio Inturri - filmati di repertorio (2013)